# The Police/Diskografie
Diese Diskografie ist eine Übersicht über die musikalischen Werke der britischen New-Wave-Band The Police. Den Quellenangaben zufolge hat sie bisher mehr als 75 Millionen Tonträger verkauft, damit zählt sie zu den Interpreten mit den meisten verkauften Tonträgern weltweit. Ihre erfolgreichste Veröffentlichung ist das Album Synchronicity mit über neun Millionen verkauften Einheiten.

## Alben

### Studioalben
| Jahr | Titel Musiklabel                       | Höchstplatzierung, Gesamtwochen, AuszeichnungChartplatzierungen (Jahr, Titel, Musiklabel, Platzierungen, Wochen, Auszeichnungen, Anmerkungen) | Höchstplatzierung, Gesamtwochen, AuszeichnungChartplatzierungen (Jahr, Titel, Musiklabel, Platzierungen, Wochen, Auszeichnungen, Anmerkungen) | Höchstplatzierung, Gesamtwochen, AuszeichnungChartplatzierungen (Jahr, Titel, Musiklabel, Platzierungen, Wochen, Auszeichnungen, Anmerkungen) | Höchstplatzierung, Gesamtwochen, AuszeichnungChartplatzierungen (Jahr, Titel, Musiklabel, Platzierungen, Wochen, Auszeichnungen, Anmerkungen) | Höchstplatzierung, Gesamtwochen, AuszeichnungChartplatzierungen (Jahr, Titel, Musiklabel, Platzierungen, Wochen, Auszeichnungen, Anmerkungen) | Anmerkungen |
| Jahr | Titel Musiklabel                       | DE | AT | CH | UK | US | Anmerkungen |
| ---- | -------------------------------------- | --- | --- | --- | --- | --- | --- |
| 1978 | Outlandos d’Amour A&M Records (CBS)    | DE— GoldDE | — | — | UK6 Platin · (96 Wo.)UK | US23 Platin · (63 Wo.)US | Erstveröffentlichung: 2. November 1978 Produzenten: The Police Verkäufe: + 2.295.000                                                                       |
| 1979 | Reggatta de Blanc A&M Records (CBS)    | DE16 Gold · (80 Wo.)DE | — | — | UK1 Platin · (74 Wo.)UK | US25 Platin · (100 Wo.)US | Erstveröffentlichung: 5. Oktober 1979 Grammy (Best Rock Instrumental Performance) Produzenten: Nigel Gray, The Police Verkäufe: + 2.250.000                |
| 1980 | Zenyattà Mondatta A&M Records (CBS)    | DE5 Gold · (57 Wo.)DE | AT14 (14 Wo.)AT | — | UK1 Platin · (31 Wo.)UK | US5 ×2Doppelplatin · (153 Wo.)US | Erstveröffentlichung: 3. Oktober 1980 Grammy für Behind My Camel (Best Rock Instrumental) Produzenten: Nigel Gray, The Police Verkäufe: + 3.390.000        |
| 1981 | Ghost in the Machine A&M Records (CBS) | DE4 Gold · (29 Wo.)DE | AT11 (4 Wo.)AT | — | UK1 Platin · (27 Wo.)UK | US2 ×3Dreifachplatin · (109 Wo.)US | Erstveröffentlichung: 2. Oktober 1981 Produzenten: Hugh Padgham, The Police Verkäufe: + 4.020.000                                                          |
| 1983 | Synchronicity A&M Records (CBS)        | DE3 Gold · (33 Wo.)DE | AT11 (11 Wo.)AT | CH15 (5 Wo.)CH | UK1 Platin · (49 Wo.)UK | US1 ×8Achtfachplatin · (76 Wo.)US | Erstveröffentlichung: 1. Juni 1983 Grammys (Best Rock Group) Produzenten: Hugh Padgham, The Police Verkäufe: + 9.170.000 Höchstplatzierung in DE erst 2024 |

grau schraffiert: keine Chartdaten aus diesem Jahr verfügbar

### Livealben
| Jahr | Titel Musiklabel                                    | Höchstplatzierung, Gesamtwochen, AuszeichnungChartplatzierungen (Jahr, Titel, Musiklabel, Platzierungen, Wochen, Auszeichnungen, Anmerkungen) | Höchstplatzierung, Gesamtwochen, AuszeichnungChartplatzierungen (Jahr, Titel, Musiklabel, Platzierungen, Wochen, Auszeichnungen, Anmerkungen) | Höchstplatzierung, Gesamtwochen, AuszeichnungChartplatzierungen (Jahr, Titel, Musiklabel, Platzierungen, Wochen, Auszeichnungen, Anmerkungen) | Höchstplatzierung, Gesamtwochen, AuszeichnungChartplatzierungen (Jahr, Titel, Musiklabel, Platzierungen, Wochen, Auszeichnungen, Anmerkungen) | Höchstplatzierung, Gesamtwochen, AuszeichnungChartplatzierungen (Jahr, Titel, Musiklabel, Platzierungen, Wochen, Auszeichnungen, Anmerkungen) | Anmerkungen |
| Jahr | Titel Musiklabel                                    | DE | AT | CH | UK | US | Anmerkungen |
| ---- | --------------------------------------------------- | --- | --- | --- | --- | --- | --- |
| 1995 | Live! A&M Records (PolyGram)                        | DE43 (8 Wo.)DE | — | — | — | US86 Platin · (5 Wo.)US | Erstveröffentlichung: 29. Mai 1995 CD 1: WBCN, Boston, November 1979 CD 2: The Omni, Atlanta, November 1983 Executive Producer: Miles Copeland III, The Police    |
| 2008 | Certifiable: Live in Buenos Aires A&M Records (UMG) | DE25 (9 Wo.)DE | — | — | — | — | Erstveröffentlichung: 11. November 2008 Aufnahme: River Plate, 1./2. Dezember 2007 Executive Producer: Martin Kierszenbaum, Kathryn Schenker, The Police CD + DVD |
| 2022 | Around the World Mercury Records (UMG)              | DE9 (1 Wo.)DE | — | CH100 (1 Wo.)CH | — | — | Erstveröffentlichung: 20. Mai 2022 |

### Kompilationen
| Jahr | Titel Musiklabel                                                                              | Höchstplatzierung, Gesamtwochen, AuszeichnungChartplatzierungen (Jahr, Titel, Musiklabel, Platzierungen, Wochen, Auszeichnungen, Anmerkungen) | Höchstplatzierung, Gesamtwochen, AuszeichnungChartplatzierungen (Jahr, Titel, Musiklabel, Platzierungen, Wochen, Auszeichnungen, Anmerkungen) | Höchstplatzierung, Gesamtwochen, AuszeichnungChartplatzierungen (Jahr, Titel, Musiklabel, Platzierungen, Wochen, Auszeichnungen, Anmerkungen) | Höchstplatzierung, Gesamtwochen, AuszeichnungChartplatzierungen (Jahr, Titel, Musiklabel, Platzierungen, Wochen, Auszeichnungen, Anmerkungen) | Höchstplatzierung, Gesamtwochen, AuszeichnungChartplatzierungen (Jahr, Titel, Musiklabel, Platzierungen, Wochen, Auszeichnungen, Anmerkungen) | Anmerkungen                                                  |
| Jahr | Titel Musiklabel                                                                              | DE | AT | CH | UK | US | Anmerkungen                                                  |
| ---- | --------------------------------------------------------------------------------------------- | --- | --- | --- | --- | --- | ------------------------------------------------------------ |
| 1986 | Every Breath You Take: The Singles auch bekannt als: Their Greatest Hits A&M Records (Virgin) | DE5 Gold · (52 Wo.)DE | AT20 (8 Wo.)AT | CH21 Gold + Gold (Their Greatest Hits) · (3 Wo.)CH                                                                                            | UK1 ×4Vierfachplatin · (55 Wo.)UK | US7 ×5Fünffachplatin · (26 Wo.)US | Erstveröffentlichung: 25. Oktober 1986 Verkäufe: + 7.255.000 |
| 1988 | Compact Hits A&M Records (Virgin)                                                             | — | — | — | — | — | Erstveröffentlichung: 1988                                   |
| 1992 | Greatest Hits A&M Records (PolyGram)                                                          | DE5 a (22 Wo.)DE | AT66 a (1 Wo.)AT | CH23 a Gold · (1 Wo.)CH | UK10 ×2Doppelplatin · (37 Wo.)UK | — | Erstveröffentlichung: 28. September 1992                     |
| 1997 | The Very Best of Sting & the Police A&M Records (PolyGram)                                    | DE18 Gold · (22 Wo.)DE | AT4 Gold · (16 Wo.)AT | CH17 Gold · (16 Wo.)CH | UK1 ×4Vierfachplatin · (84 Wo.)UK | US46 Gold · (20 Wo.)US | Erstveröffentlichung: 7. November 1997 mit Sting             |
| 2007 | The Police A&M Records (UMG)                                                                  | DE78 (7 Wo.)DE | AT56 (3 Wo.)AT | CH20 (17 Wo.)CH | UK3 Platin · (24 Wo.)UK | US11 (17 Wo.)US | Erstveröffentlichung: 5. Juni 2007 Doppelalbum               |

### EPs
| Jahr | Titel Musiklabel                             | Höchstplatzierung, Gesamtwochen, AuszeichnungChartplatzierungen (Jahr, Titel, Musiklabel, Platzierungen, Wochen, Auszeichnungen, Anmerkungen) | Höchstplatzierung, Gesamtwochen, AuszeichnungChartplatzierungen (Jahr, Titel, Musiklabel, Platzierungen, Wochen, Auszeichnungen, Anmerkungen) | Höchstplatzierung, Gesamtwochen, AuszeichnungChartplatzierungen (Jahr, Titel, Musiklabel, Platzierungen, Wochen, Auszeichnungen, Anmerkungen) | Höchstplatzierung, Gesamtwochen, AuszeichnungChartplatzierungen (Jahr, Titel, Musiklabel, Platzierungen, Wochen, Auszeichnungen, Anmerkungen) | Höchstplatzierung, Gesamtwochen, AuszeichnungChartplatzierungen (Jahr, Titel, Musiklabel, Platzierungen, Wochen, Auszeichnungen, Anmerkungen) | Anmerkungen                                                                   |
| Jahr | Titel Musiklabel                             | DE | AT | CH | UK | US | Anmerkungen                                                                   |
| ---- | -------------------------------------------- | --- | --- | --- | --- | --- | ----------------------------------------------------------------------------- |
| 1980 | Six Pack                                     | — | — | — | UK17 (4 Wo.)UK | — | Erstveröffentlichung: 30. Mai 1980 limitierte Edition, Box inkl. 6 7"-Singles |
| 1995 | Voices Inside My Head A&M Records (PolyGram) | — | — | — | UK100 (1 Wo.)UK | — | Erstveröffentlichung: 22. Mai 1995 Remix-EP                                   |

grau schraffiert: keine Chartdaten aus diesem Jahr verfügbar

## Singles
Alle Songs wurden, wenn nicht anders angegeben, von Sting geschrieben.

| Jahr | Titel Album                                                                 | Höchstplatzierung, Gesamtwochen, AuszeichnungChartplatzierungen (Jahr, Titel, Album, Platzierungen, Wochen, Auszeichnungen, Anmerkungen) | Höchstplatzierung, Gesamtwochen, AuszeichnungChartplatzierungen (Jahr, Titel, Album, Platzierungen, Wochen, Auszeichnungen, Anmerkungen) | Höchstplatzierung, Gesamtwochen, AuszeichnungChartplatzierungen (Jahr, Titel, Album, Platzierungen, Wochen, Auszeichnungen, Anmerkungen) | Höchstplatzierung, Gesamtwochen, AuszeichnungChartplatzierungen (Jahr, Titel, Album, Platzierungen, Wochen, Auszeichnungen, Anmerkungen) | Höchstplatzierung, Gesamtwochen, AuszeichnungChartplatzierungen (Jahr, Titel, Album, Platzierungen, Wochen, Auszeichnungen, Anmerkungen) | Anmerkungen |
| Jahr | Titel Album                                                                 | DE | AT | CH | UK | US | Anmerkungen |
| ---- | --------------------------------------------------------------------------- | --- | --- | --- | --- | --- | --- |
| 1977 | Fall Out –                                                                  | — | — | — | — | — | Erstveröffentlichung: 14. Mai 1977                                                                                                   |
| 1978 | Roxanne Outlandos d’Amour                                                   | DE— GoldDE | — | — | UK12 Platin · (9 Wo.)UK | US32 (13 Wo.)US | Erstveröffentlichung: 7. April 1978 Charteinstieg erst nach Wiederveröffentlichung 1979                                              |
| 1978 | Can’t Stand Losing You Outlandos d’Amour                                    | — | — | — | UK2 Silber · (16 Wo.)UK | — | Erstveröffentlichung: 14. August 1978 Platz 2 (UK) erst nach Wiederveröffentlichung im Juni 1979 (bei Erstveröffentlichung Platz 42) |
| 1978 | So Lonely Outlandos d’Amour                                                 | — | — | — | UK6 Silber · (10 Wo.)UK | — | Erstveröffentlichung: 3. November 1978 Charteinstieg erst nach Wiederveröffentlichung 1980                                           |
| 1979 | Message in a Bottle Reggatta de Blanc                                       | DE35 (23 Wo.)DE | AT24 (4 Wo.)AT | — | UK1 Platin · (11 Wo.)UK | US74 (7 Wo.)US | Erstveröffentlichung: 7. September 1979                                                                                              |
| 1979 | Fall Out (Live) –                                                           | — | — | — | UK47 (4 Wo.)UK | — | Erstveröffentlichung: 2. November 1979 Autor: Stewart Copeland                                                                       |
| 1979 | Walking on the Moon Reggatta de Blanc                                       | — | — | — | UK1 Gold · (10 Wo.)UK | — | Erstveröffentlichung: 4. November 1979                                                                                               |
| 1980 | Bring On the Night Reggatta de Blanc                                        | — | — | — | — | — | Erstveröffentlichung: 11. Januar 1980                                                                                                |
| 1980 | The Bed’s Too Big Without You Reggatta de Blanc                             | — | — | — | — | — | Erstveröffentlichung: 30. Mai 1980                                                                                                   |
| 1980 | Don’t Stand So Close to Me Zenyattà Mondatta                                | DE23 (18 Wo.)DE | — | — | UK1 Gold · (10 Wo.)UK | US10 (18 Wo.)US | Erstveröffentlichung: 19. September 1980 Grammys (Best Rock Group)                                                                   |
| 1980 | De Do Do Do, De Da Da Da Zenyattà Mondatta                                  | DE15 (24 Wo.)DE | AT8 (6 Wo.)AT | CH4 (9 Wo.)CH | UK5 Gold · (8 Wo.)UK | US10 (21 Wo.)US | Erstveröffentlichung: 20. November 1980                                                                                              |
| 1981 | Invisible Sun Ghost in the Machine                                          | — | — | — | UK2 Silber · (8 Wo.)UK | — | Erstveröffentlichung: 18. September 1981                                                                                             |
| 1981 | Every Little Thing She Does Is Magic Ghost in the Machine                   | DE21 (18 Wo.)DE | — | — | UK1 Platin · (13 Wo.)UK | US3 (19 Wo.)US | Erstveröffentlichung: 16. Oktober 1981                                                                                               |
| 1981 | Spirits in the Material World Ghost in the Machine                          | DE44 (10 Wo.)DE | — | — | UK12 Silber · (8 Wo.)UK | US11 (13 Wo.)US | Erstveröffentlichung: 4. Dezember 1981                                                                                               |
| 1982 | Secret Journey Ghost in the Machine                                         | — | — | — | — | US46 (8 Wo.)US | Erstveröffentlichung: 30. März 1982                                                                                                  |
| 1983 | Every Breath You Take Synchronicity                                         | DE8 ×3Dreifachgold · (25 Wo.)DE | AT8 (23 Wo.)AT | CH6 (32 Wo.)CH | UK1 ×3Dreifachplatin · (11 Wo.)UK | US1 Gold · (22 Wo.)US | Erstveröffentlichung: 20. Mai 1983 Grammy (Best Pop Song)                                                                            |
| 1983 | Wrapped Around Your Finger Synchronicity                                    | DE32 (12 Wo.)DE | — | — | UK7 (9 Wo.)UK | US8 (16 Wo.)US | Erstveröffentlichung: 8. Juli 1983                                                                                                   |
| 1983 | King of Pain Synchronicity                                                  | DE57 (4 Wo.)DE | — | — | UK17 (5 Wo.)UK | US3 (16 Wo.)US | Erstveröffentlichung: 15. August 1983                                                                                                |
| 1983 | Synchronicity II Synchronicity                                              | — | — | — | UK17 (4 Wo.)UK | US16 (14 Wo.)US | Erstveröffentlichung: 21. Oktober 1983                                                                                               |
| 1983 | Truth Hits Everybody (Remix) –                                              | — | — | — | — | — | Erstveröffentlichung: 1983 |
| 1986 | Don’t Stand So Close to Me ’86 Every Breath You Take: The Singles           | — | — | — | UK24 (4 Wo.)UK | US46 (9 Wo.)US | Erstveröffentlichung: 29. September 1986                                                                                             |
| 1995 | Can’t Stand Losing You (Live in Boston) Live!                               | — | — | — | UK27 (2 Wo.)UK | — | Erstveröffentlichung: 1. Mai 1995 |
| 1997 | Roxanne ’97 (Puff Daddy Remix) –                                            | — | — | — | UK17 (8 Wo.)UK | — | Erstveröffentlichung: 8. Dezember 1997                                                                                               |
| 2000 | When the World Is Running Down (You Can’t Go Wrong) Red Planet (Soundtrack) | — | — | — | UK28 (4 Wo.)UK | — | Erstveröffentlichung: 24. Juli 2000 Different Gear vs. The Police                                                                    |

## Videoalben
| Jahr | Titel                                  | Höchstplatzierung, Gesamtwochen, AuszeichnungChartplatzierungen (Jahr, Titel, Platzierungen, Wochen, Auszeichnungen, Anmerkungen) | Höchstplatzierung, Gesamtwochen, AuszeichnungChartplatzierungen (Jahr, Titel, Platzierungen, Wochen, Auszeichnungen, Anmerkungen) | Höchstplatzierung, Gesamtwochen, AuszeichnungChartplatzierungen (Jahr, Titel, Platzierungen, Wochen, Auszeichnungen, Anmerkungen) | Höchstplatzierung, Gesamtwochen, AuszeichnungChartplatzierungen (Jahr, Titel, Platzierungen, Wochen, Auszeichnungen, Anmerkungen) | Höchstplatzierung, Gesamtwochen, AuszeichnungChartplatzierungen (Jahr, Titel, Platzierungen, Wochen, Auszeichnungen, Anmerkungen) | Anmerkungen                              |
| Jahr | Titel                                  | DE | AT | CH | UK | US | Anmerkungen                              |
| ---- | -------------------------------------- | --- | --- | --- | --- | --- | ---------------------------------------- |
| 1982 | Around the World                       | — | — | — | UK1 (24 Wo.)UK | — | Erstveröffentlichung: 1982               |
| 1984 | Synchronicity Concert                  | — | — | — | UK12 (3 Wo.)UK | — | Erstveröffentlichung: 1984               |
| 1986 | Every Breath You Take: The Videos      | — | — | — | — | US— GoldUS | Erstveröffentlichung: 1986               |
| 1992 | Greatest Hits                          | — | — | — | UK7 (3 Wo.)UK | — | Erstveröffentlichung: 10. Dezember 1992  |
| 1995 | Outlandos to Synchronicities           | — | — | — | UK14 (5 Wo.)UK | — | Erstveröffentlichung: 30. Mai 1995       |
| 1996 | Live Ghost in the Machine              | — | — | — | — | — | Erstveröffentlichung: 2. Oktober 1996    |
| 2002 | Live ’79 at Hatfield Polytechnic       | — | — | — | — | — | Erstveröffentlichung: 1. Dezember 2002   |
| 2006 | Everyone Stares: The Police Inside Out | — | — | — | UK9 (6 Wo.)UK | — | Erstveröffentlichung: 12. September 2006 |
| 2008 | Certifiable                            | DE— GoldDE | — | — | UK9 (16 Wo.)UK | US— PlatinUS | Erstveröffentlichung: 11. November 2008  |

grau schraffiert: keine Chartdaten aus diesem Jahr verfügbar

## Boxsets
| Jahr | Titel Musiklabel                                                 | Höchstplatzierung, Gesamtwochen, AuszeichnungChartplatzierungen (Jahr, Titel, Musiklabel, Platzierungen, Wochen, Auszeichnungen, Anmerkungen) | Höchstplatzierung, Gesamtwochen, AuszeichnungChartplatzierungen (Jahr, Titel, Musiklabel, Platzierungen, Wochen, Auszeichnungen, Anmerkungen) | Höchstplatzierung, Gesamtwochen, AuszeichnungChartplatzierungen (Jahr, Titel, Musiklabel, Platzierungen, Wochen, Auszeichnungen, Anmerkungen) | Höchstplatzierung, Gesamtwochen, AuszeichnungChartplatzierungen (Jahr, Titel, Musiklabel, Platzierungen, Wochen, Auszeichnungen, Anmerkungen) | Höchstplatzierung, Gesamtwochen, AuszeichnungChartplatzierungen (Jahr, Titel, Musiklabel, Platzierungen, Wochen, Auszeichnungen, Anmerkungen) | Anmerkungen                                            |
| Jahr | Titel Musiklabel                                                 | DE | AT | CH | UK | US | Anmerkungen                                            |
| ---- | ---------------------------------------------------------------- | --- | --- | --- | --- | --- | ------------------------------------------------------ |
| 1993 | Message in a Box: The Complete Recordings A&M Records (PolyGram) | — | — | — | — | US79 Platin · (5 Wo.)US | Erstveröffentlichung: 28. September 1993 Box mit 4 CDs |
| 2018 | Every Move You Make – The Studio Recordings A&M Records (UMG)    | DE32 (2 Wo.)DE | AT55 (1 Wo.)AT | CH56 (1 Wo.)CH | UK17 (3 Wo.)UK | — | Erstveröffentlichung: 16. November 2018                |

## Statistik

### Chartauswertung
|                     | DE     | AT    | CH    | UK     | US     |
| ------------------- | ------ | ----- | ----- | ------ | ------ |
| Nummer-eins-Alben   | DE—DE  | AT—AT | CH—CH | UK6UK  | US1US  |
| Top-10-Alben        | DE6DE  | AT1AT | CH—CH | UK9UK  | US4US  |
| Alben in den Charts | DE12DE | AT8AT | CH7CH | UK11UK | US10US |

|                       | DE    | AT    | CH    | UK     | US     |
| --------------------- | ----- | ----- | ----- | ------ | ------ |
| Nummer-eins-Singles   | DE—DE | AT—AT | CH—CH | UK5UK  | US1US  |
| Top-10-Singles        | DE1DE | AT2AT | CH2CH | UK10UK | US6US  |
| Singles in den Charts | DE8DE | AT3AT | CH2CH | UK20UK | US12US |

|                          | DE    | AT    | CH    | UK    | US    |
| ------------------------ | ----- | ----- | ----- | ----- | ----- |
| Nummer-eins-Videoalben   | DE—DE | AT—AT | CH—CH | UK1UK | US—US |
| Top-10-Videoalben        | DE—DE | AT—AT | CH—CH | UK4UK | US—US |
| Videoalben in den Charts | DE—DE | AT—AT | CH—CH | UK6UK | US—US |

### Auszeichnungen für Musikverkäufe
| Land/RegionAuszeichnungen für Musikverkäufe (Land/Region, Auszeichnungen, Verkäufe, Quellen) | Silber     | Gold       | Platin         | Verkäufe    | Quellen |
| -------------------------------------------------------------------------------------------- | ---------- | ---------- | -------------- | ----------- | --- |
| Argentinien (CAPIF)                                                                          | —          | —          | 9× Platin9     | 228.000     | capif.org.ar (Memento vom 31. Mai 2011 im Internet Archive) AR2 (Memento vom 6. Juli 2011 im Internet Archive) |
| Australien (ARIA)                                                                            | —          | 2× Gold2   | 9× Platin9     | 607.500     | aria.com.au |
| Belgien (BRMA)                                                                               | —          | 2× Gold2   | 2× Platin2     | 140.000     | ultratop.be |
| Brasilien (PMB)                                                                              | —          | 3× Gold3   | Platin1        | 280.000     | pro-musicabr.org.br                                                                                            |
| Dänemark (IFPI)                                                                              | —          | Gold1      | 2× Platin2     | 225.000     | ifpi.dk |
| Deutschland (BVMI)                                                                           | —          | 10× Gold10 | Platin1        | 3.225.000   | musikindustrie.de                                                                                              |
| Europa (IFPI)                                                                                | —          | —          | 2× Platin2     | (2.000.000) | ifpi.org (Memento vom 1. Januar 2014 im Internet Archive)                                                      |
| Finnland (IFPI)                                                                              | —          | Gold1      | —              | 44.056      | ifpi.fi |
| Frankreich (SNEP)                                                                            | —          | 6× Gold6   | 8× Platin8     | 3.300.000   | infodisc.fr snepmusique.com                                                                                    |
| Griechenland (IFPI)                                                                          | —          | —          | 2× Platin2     | 40.000      | Einzelnachweise                                                                                                |
| Hongkong (IFPI/HKRIA)                                                                        | —          | 2× Gold2   | —              | 20.000      | ifpihk.org |
| Irland (IRMA)                                                                                | —          | —          | 2× Platin2     | 30.000      | irishcharts.ie                                                                                                 |
| Italien (FIMI)                                                                               | —          | 3× Gold3   | 6× Platin6     | 1.205.000   | fimi.it |
| Japan (RIAJ)                                                                                 | —          | Gold1      | —              | 100.000     | riaj.or.jp |
| Kanada (MC)                                                                                  | —          | 3× Gold3   | 7× Platin7     | 875.000     | musiccanada.com                                                                                                |
| Kolumbien (ASINCOL)                                                                          | —          | —          | Platin1        | 50.000      | Einzelnachweise                                                                                                |
| Mexiko (AMPROFON)                                                                            | —          | 3× Gold3   | —              | 275.000     | amprofon.com.mx                                                                                                |
| Neuseeland (RMNZ)                                                                            | —          | 3× Gold3   | 34× Platin34   | 830.000     | aotearoamusiccharts.co.nz NZ2                                                                                  |
| Niederlande (NVPI)                                                                           | —          | 3× Gold3   | 2× Platin2     | 425.000     | nvpi.nl |
| Norwegen (IFPI)                                                                              | —          | Gold1      | —              | 15.000      | ifpi.no (Memento vom 5. November 2012 im Internet Archive)                                                     |
| Österreich (IFPI)                                                                            | —          | Gold1      | —              | 25.000      | ifpi.at |
| Polen (ZPAV)                                                                                 | —          | Gold1      | —              | 50.000      | olis.pl |
| Portugal (AFP)                                                                               | —          | —          | 5× Platin5     | 50.000      | Einzelnachweise                                                                                                |
| Schweiz (IFPI)                                                                               | —          | 4× Gold4   | —              | 100.000     | hitparade.ch                                                                                                   |
| Spanien (Promusicae)                                                                         | —          | 5× Gold5   | 10× Platin10   | 890.000     | elportaldemusica.es ES2 ES3 ES4                                                                                |
| Tschechien (IFPI)                                                                            | —          | Gold1      | —              | 50.000      | Einzelnachweise                                                                                                |
| Vereinigte Staaten (RIAA)                                                                    | —          | 3× Gold3   | 23× Platin23   | 22.900.000  | riaa.com |
| Vereinigtes Königreich (BPI)                                                                 | 5× Silber5 | 3× Gold3   | 22× Platin22   | 10.760.000  | bpi.co.uk |
| Insgesamt                                                                                    | 5× Silber5 | 62× Gold62 | 148× Platin148 |             | |